# Jaylen Hands
 (avril 2018).
Si vous disposez d'ouvrages ou d'articles de référence ou si vous connaissez des sites web de qualité traitant du thème abordé ici, merci de compléter l'article en donnant les références utiles à sa vérifiabilité et en les liant à la section « Notes et références ».
Jaylen Joseph Hands, né le 12 février 1999 à San Diego en Californie, est un joueur de basket-ball américain évoluant au poste de meneur. Il mesure 1,87 m.
Il effectue sa carrière universitaire au sein de l'équipe des Bruins d'UCLA qui évolue dans la Pacific-12 Conference. Il est drafté par les Clippers de Los Angeles en 56e position de la draft 2019 de la NBA puis envoyé aux Nets de Brooklyn.

## Biographie

### Carrière au lycée
Jaylen Hands commence sa carrière au lycée en jouant à l'école catholique Mater Dei à Chula Vista, en Californie. Il termine sa saison dans l'équipe type du pays, joueur de l'année de la San Diego Metro League et vainqueur du championnat CIF 2014. Après sa deuxième saison, il tente de rejoindre la Foothills Christian High School à El Cajon, mais ce transfert est refusé par le San Diego Section, organisme qui gère l'organisation du sud de la Californie. Au lieu de cela, Hands s'inscrit à Balboa City, une école de préparation qui fonctionne en dehors de la juridiction de cet organisme, où il est coéquipier avec DeAndre Ayton, futur meilleur espoir de la classe 2017. Pour sa saison senior, où il joue à Foothills Christian sous la direction de l'entraîneur Brad Leaf, père de T. J. Leaf, alors joueur des Bruins d'UCLA. Cette année-là, Hands  présente des statistiques de  29 points, 6,7 rebonds et 6,5 passes par match. Il remporte également le concours slam dunk au Ballislife All-American Game. 
Jaylen Hands reçoit de nombreuses offres d'équipes universitaires telles qu'Arizona, Louisville et San Diego State, mais s'engage finalement avec les Bruins d'UCLA le 16 septembre 2015.

#### Carrière universitaire
Lors de la saison 2017-2018, Jaylen Hands évolue en tant que freshman (joueur de première année). Les Bruins possèdent, avec Hands et le junior Aaron Holiday, deux meneurs, rapides, capables de manipuler la balle. L'encadrement désire les voir évoluer côte à côte et partager la responsabilité de la conduite du jeu. Cependant, le jeu de Hands est erratique, et il est relégué à un rôle de sixième homme pour sortir du banc pendant la majeure partie de la saison. Après cinq matchs, il se foule le pied gauche contre les Badgers du Wisconsin. À son retour, il est devenu le sixième homme tandis que le sophomore (étudiant en deuxième année) Prince Ali reste dans l'équipe de départ. Le 3 décembre 2017, Hands inscrit 23 points, son record en carrière, et ajoute neuf rebonds, quatre passes décisives, deux interceptions et une seule perte de balle en 24 minutes dans une victoire 106-73 contre Detroit Mercy. Après avoir joué 14 matchs en démarrant la partie depuis le banc, Hands retrouve une place au sein du cinq de départ le 25 janvier 2018 contre les Golden Bears de Californie, remplaçant GG Goloman. Il termine avec 14 points, six rebonds et une passe décisive dans une victoire de 70-57 sur les Golden Bears. Dans le match suivant, il marque neuf points et fait dix passes décisives, son nouveau record en carrière, avec une seule perte de balle dans une victoire 89-73 sur Stanford. Hands est privé de la fin de la saison régulière après s'être foulé la cheville droite à l'entraînement. Il est de retour pour l'ouverture du tournoi de la Pacific-12 Conference, mais ne joue que 10 minutes.
Le 29 mars 2018, Hands déclare son intention de participer à la draft 2018 de la NBA, mais n'engage pas d'agent. Cela lui permet de finalement se retirer de celle-ci et de poursuivre sa carrière avec UCLA. Il est finalement choisi par les Clippers de Los Angeles au second tour en 56e position l'année suivante lors de la draft 2019 et directement envoyé aux Nets de Brooklyn.

## Statistiques universitaires
| Saison  | Équipe | Matchs | Titul. | Min./m | % Tir | % 3pts | % LF | Rbds/m. | Pass/m. | Int/m. | Ctr/m. | Pts/m. |
| ------- | ------ | ------ | ------ | ------ | ----- | ------ | ---- | ------- | ------- | ------ | ------ | ------ |
| 2017–18 | UCLA   | 31     | 15     | 25,2   | 40,5  | 37,4   | 73,8 | 4,0     | 2,6     | 1,0    | 0,2    | 9,9    |
| 2018–19 | UCLA   | 33     | 33     | 31,2   | 41,3  | 37,3   | 78,0 | 3,7     | 6,1     | 1,3    | 0,2    | 14,2   |
| Career  | Career | 64     | 48     | 28,3   | 40,9  | 37,3   | 76,2 | 3,8     | 4,4     | 1,2    | 0,2    | 12,1   |